# Dichaetomyia lacustris
Dichaetomyia lacustris är en tvåvingeart som beskrevs av Malloch 1929. Dichaetomyia lacustris ingår i släktet Dichaetomyia och familjen husflugor. Inga underarter finns listade i Catalogue of Life.